# Gaindatherium
Il gaindaterio (gen. Gaindatherium) è un mammifero perissodattilo estinto, appartenente ai rinocerotidi. Visse nel Miocene medio e superiore (circa 16 - 5 milioni di anni fa) e i suoi resti fossili sono stati ritrovati in Asia.

## Descrizione
Gaindatherium era un rinoceronte di medie dimensioni, leggermente più piccolo rispetto all'odierno rinoceronte di Giava (Rhinoceros sondaicus); tuttavia, Gaindatherium è noto principalmente per il cranio e la dentatura. 
Il cranio era lungo oltre 50 centimetri e aveva un profilo a forma di cuneo. Era relativamente piatto in vista laterale e, come quello del suo parente attuale Rhinoceros, possedeva una zona frontale a sella. L'osso occipitale era rettangolare, simile a quello dell'attuale rinoceronte di Giava; il rinoceronte indiano (Rhinoceros unicornis), tuttavia, ha un occipite piuttosto ottuso. Il muso era molto più allungato rispetto a quello dei rappresentanti odierni del genere Rhinoceros; l'orbita si trovava in posizione relativamente centrale nel cranio, sopra il primo molare e non sopra l'ultimo premolare, come invece avviene in Rhinoceros. L'osso nasale aveva una forma leggermente curva, e nella parte anteriore vi erano strutture superficiali rugose che indicavano la presenza di un singolo corno. La cavità nasale sopra l'osso mascellare intermedio raggiunse il primo premolare. Caratteristici erano anche la fusione di piccoli coni ossei, sotto il canale uditivo. 
La mandibola è conservata solo parzialmente e possedeva una sinfisi rivolta verso l'alto. Nella mascella superiore erano presenti due incisivi, una caratteristica relativamente primitiva nei rinoceronti moderni; tuttavia, l'incisivo esterno era notevolmente più piccolo e ridotto. Anche nella mandibola si trovavano due incisivi: quelli esterni erano a forma di cono, piuttosto grandi (lunghezza circa 4 cm) e diretti in avanti, in modo tale da assurgere al ruolo di piccole zanne. Dietro agli incisivi era presente un diastema; la serie superiore di denti molariformi consisteva di quattro premolari e tre molari, ma il primo premolare era estremamente piccolo. Nella mandibola mancava il primo premolare. Tutti i molari erano a corona bassa (brachidonti); i premolari erano molto simili ai molari per forma, e come questi erano dotati di pieghe di smalto. 

## Classificazione
Il genere Gaindatherium venne descritto per la prima volta da Edwin Harris Colbert nel 1934, sulla base di un cranio quasi completo rinvenuto nella formazione Chinji dei Siwaliks in Pakistan. Colbert riconobbe in questo cranio caratteristiche riscontrabili nel genere attuale Rhinoceros, e propose che Gaindatherium potesse essere un antenato delle forme attuali di rinoceronti asiatici. Nel 1972 Kurt Heissig propose che Gaindatherium potesse essere un sottogenere di Rhinoceros, ma successivi studi hanno indicato la validità del genere estinto (Groves, 1983). Il termine Gaindatherium deriva dalla parola Hindi gainda, che significa "rinoceronte" e che viene utilizzata localmente per identificare il rinoceronte indiano, mentre therium è la latinizzazione della parola greca θήριον (Therion) e significa "animale". 
Il genere Gaindatherium, insieme a Rhinoceros e all'estinto Punjabitherium, forma la sottotribù Rhinocerotina ed è quindi un parente stretto degli odierni rinoceronti indiani (Rhinoceros unicornis) e rinoceronti di Giava (Rhinoceros sondaicus). Le caratteristiche comuni di tutti i Rhinocerotina sono i coni ossei robusti sotto il condotto uditivo e un aspetto pendente della parte posteriore del cranio verso la parte anteriore. In contrasto con il gigantesco Punjabitherium, che era un ramo laterale ben specializzato e dotato di due corna originatosi circa 10 milioni di anni fa, Gaindatherium semberebbe essere stato l'antenato diretto dei rinoceronti unicorni asiatici. Alcune caratteristiche dentarie di Gaindatherium (ad esempio la forma del secondo incisivo inferiore e i molari) indicherebbero una stretta parentela con il genere europeo miocenico Lartetotherium. Si conoscono due specie di Gaindatherium: la specie tipo è Gaindatherium browni proveniente dalla formazione Chinji del Pakistan, mentre la specie G. vidali, descritta da Heissig nel 1972, proviene dalla formazione Nagri ed è leggermente più recente. Fossili di Gaindatherium sono stati ritrovati anche in India e in Thailandia, ed è possibile che alcuni fossili di rinoceronti del Pliocene inferiore della Cina appartengano a Gaindatherium.